# 下條村
下條村（日语：／ Shimojō mura */?）是長野縣最南端下伊那郡中央的一村。